# Фредерик Виндзор
Лорд Фре́дерик Ви́ндзор (англ. Lord Frederick Windsor; родился 6 апреля 1979 года, Лондон) — член британской королевской семьи, троюродный брат короля Карла III. Вице-президент корпорации JP Morgan, глава благотворительного фонда Soldier On!

## Биография
Фредерик Виндзор родился 6 апреля 1979 года в госпитале Святой Марии в Лондоне и был крещён в часовне Сент-Джеймского дворца. Он стал единственным сыном принца Майкла Кентского, внука короля Георга V и соответственно двоюродного брата королевы Елизаветы II. Принц Майкл женился на католичке, Марии Кристине фон Рейбниц, из-за чего потерял свои права на британский престол (до изменения Акта о престолонаследии в 2013 году); его дети, Фредерик и Габриэлла, были воспитаны как англикане, и поэтому они учитываются в линии наследования королевского титула. Фредерик именуется лорд Фредерик Виндзор.
Лорд Фредерик вырос в Кенсингтонском дворце, где у его родителей были отдельные апартаменты, учился в Итоне и Оксфорде. К этому периоду его жизни относится скандал, связанный с употреблением кокаина: многие СМИ заклеймили его как наркомана, и Марии Кристине Кентской пришлось доказывать, что это не соответствует действительности. В результате Фредерик стал обладателем не очень хорошей репутации. Некоторое время он работал музыкальным журналистом в журнале Tatler, фотомоделью для компании Burberry и для дизайнера Томаша Старжевского, а позже начал карьеру в банковской сфере. Виндзор стал сначала финансовым аналитиком, а потом вице-президентом корпорации JP Morgan. В 2016 году Виндзор возглавил благотворительный фонд Soldier On!; в 2017 году он стал членом «Великого ордена водяных крыс» — благотворительного общества, которое помогает нуждающимся артистам.
На лорде Фредерике не лежат обязанности, связанные с принадлежностью к королевскому дому. Тем не менее он участвует как член династии во многих праздничных мероприятиях — в частности, он стоял на балконе Букингемского дворца рядом с королевой, её детьми и внуками во время парадов по случаю дня рождения Елизаветы II. Виндзор является постоянным персонажем светской хроники — и британской, и американской (регулярно появляясь в Великобритании, живёт он в основном в Лос-Анджелесе).

## Семья
В 2009 году лорд Фредерик женился на актрисе Софи Уинклман. Королева дала официальное согласие на этот брак, как того требует закон о королевских браках 1772 года. В Хэмптон-Корте была сыграна роскошная свадьба, широко освещавшаяся в британских СМИ. Журналисты отметили, что на этот праздник не пришли ни королева, ни принц Уэльский, ни его сыновья; из потомков Елизаветы II присутствовала принцесса Евгения Йоркская. Известно, что лорд Фредерик отказался от предложенного ему одним из гламурных журналов примерно миллиона фунтов стерлингов, чтобы сохранить приватный характер праздника (предположительно он это сделал по настоянию королевы).
У Фредерика и Софи родились две дочери:
- Мод (15 августа 2013 года)[16];
- Изабелла (20 января 2016 года)[17][18][19].

## В кино
Фредерик Виндзор стал героем документальных лент «The New Royals» (2001 год) и «Alive: Back to the Andes» (2006 год). Он написал сценарий для короткометражного художественного фильма «Любовные письма» (2011 год), в котором сыграл одну из главных ролей.